# Thérèse Kayikwamba Wagner
Thérèse Kayikwamba Wagner est une femme politique congolaise née en 1983 à Kinshasa. Elle est ministre des Affaires étrangères de la République démocratique du Congo au sein du gouvernement Suminwa depuis juin 2024.

## Biographie

### Enfance et études
Thérèse Kayikwamba Wagner naît en 1983 à Kinshasa d'une mère congolaise et d'un père allemand. Elle grandit entre l'Allemagne, le Ghana et le Togo. 
Elle étudie à la Harvard Kennedy School aux États-Unis, où elle obtient une maîtrise en administration publique. 

### Carrière professionnelle
Thérèse Kayikwamba Wagner commence sa carrière en 2009 lorsqu'elle part à Kigali (Rwanda), afin de rejoindre l'Agence de coopération internationale allemande pour le développement (GIZ). 
À partir de 2011, elle décide de se consacrer à l'humanitaire. Elle retourne alors au Congo, dans la ville de Goma, afin de travailler pour l'organisation Oxfam. En 2012, alors que le pays connaît sa première crise avec le groupe rebelle M23, elle prend les rênes d'un programme pour la protection des civils au sein de cette organisation.
Elle rejoint par la suite les Nations unies, où elle s'engage dans des missions de maintien de la paix, dont la Monusco (Congo) ainsi que la Minusca (Centrafrique) à partir de 2014. En 2019, elle se rend à Nairobi (Kenya) pour y devenir l'assistante de Xia Huang (en), envoyé spécial des Nations unies pour la région des Grands Lacs. C'est à cette période qu'elle rencontre pour la première fois le président congolais Félix Tshisekedi,.
Elle travaille plus tard pour le groupe Meta jusqu'en 2024, où elle devient Regional Program Manager pour l'Afrique subsaharienne, poste où elle « [dirige] les efforts de préparation aux crises et aux élections »,.

### Carrière politique

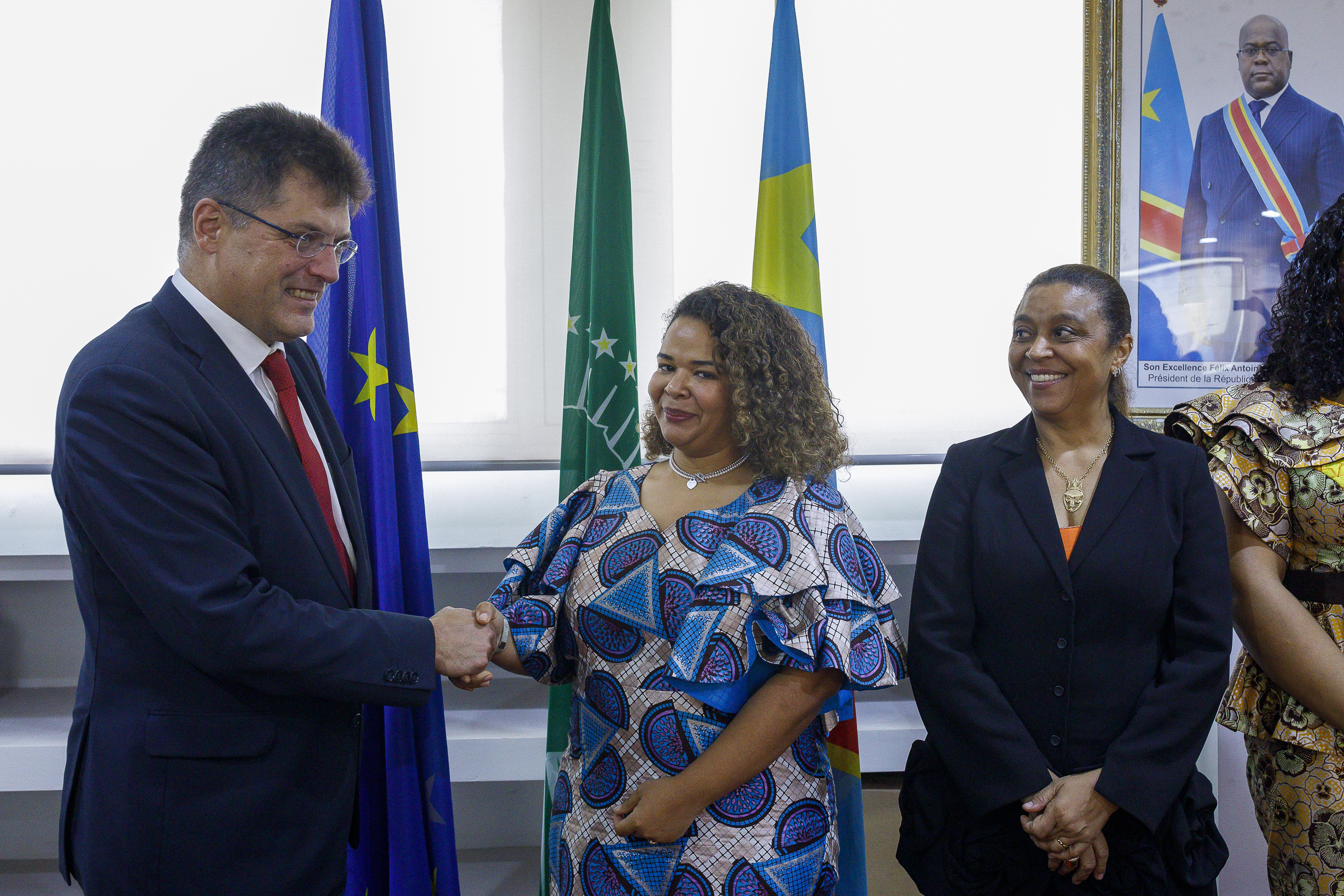
Thérèse Kayikwamba Wagner (au centre) en tant que ministre des Affaires étrangères en 2024 avec Janez Lenarčič, commissaire européen.

Le 29 mai 2024, Thérèse Kayikwamba Wagner est nommée ministre des Affaires étrangères, de la Coopération internationale et de la Francophonie, avec rang de ministre d'État, au sein du nouveau gouvernement Suminwa. Alors peu connue du grand public, sa nomination suscite la surprise parmi les commentateurs politiques congolais, certains soulignant son manque d'expérience. Le magazine Jeune Afrique analyse cette nomination comme une volonté de modération et d'apaisement diplomatique de la part du président Félix Tshisekedi, après le style plus frontal de Christophe Lutundula, prédécesseur de la nouvelle ministre.
Thérèse Kayikwamba Wagner prend ses fonctions le 13 juin. Elle arrive alors dans un contexte tendu, caractérisé par le conflit avec le groupe rebelle M23 soutenu par le Rwanda, ainsi que par le retrait progressif des forces de la Monusco du pays,.
Elle porte à partir de fin 2024 la candidature de la RDC au Conseil de sécurité de l’ONU afin que le pays puisse occuper un siège de membre non permanent, vantant l'expérience du pays dans la résolution de conflit et le maintien de la paix avec la Monusco.
Son action en tant que ministre est notamment marquée par un engagement actif contre la présence de troupes rwandaises sur le sol congolais. Au cours du mois de décembre 2024, devant le Conseil de sécurité de l'ONU, elle accuse officiellement le Rwanda de violer le cessez-le feu entre les deux pays. Puis, lors d'une rencontre organisée avec les diplomates étrangers accrédités en RDC, elle exhorte la communauté internationale à prendre des actions concrètes contre l'agression du Rwanda, soulignant que « la compassion seule ne suffira pas »,.

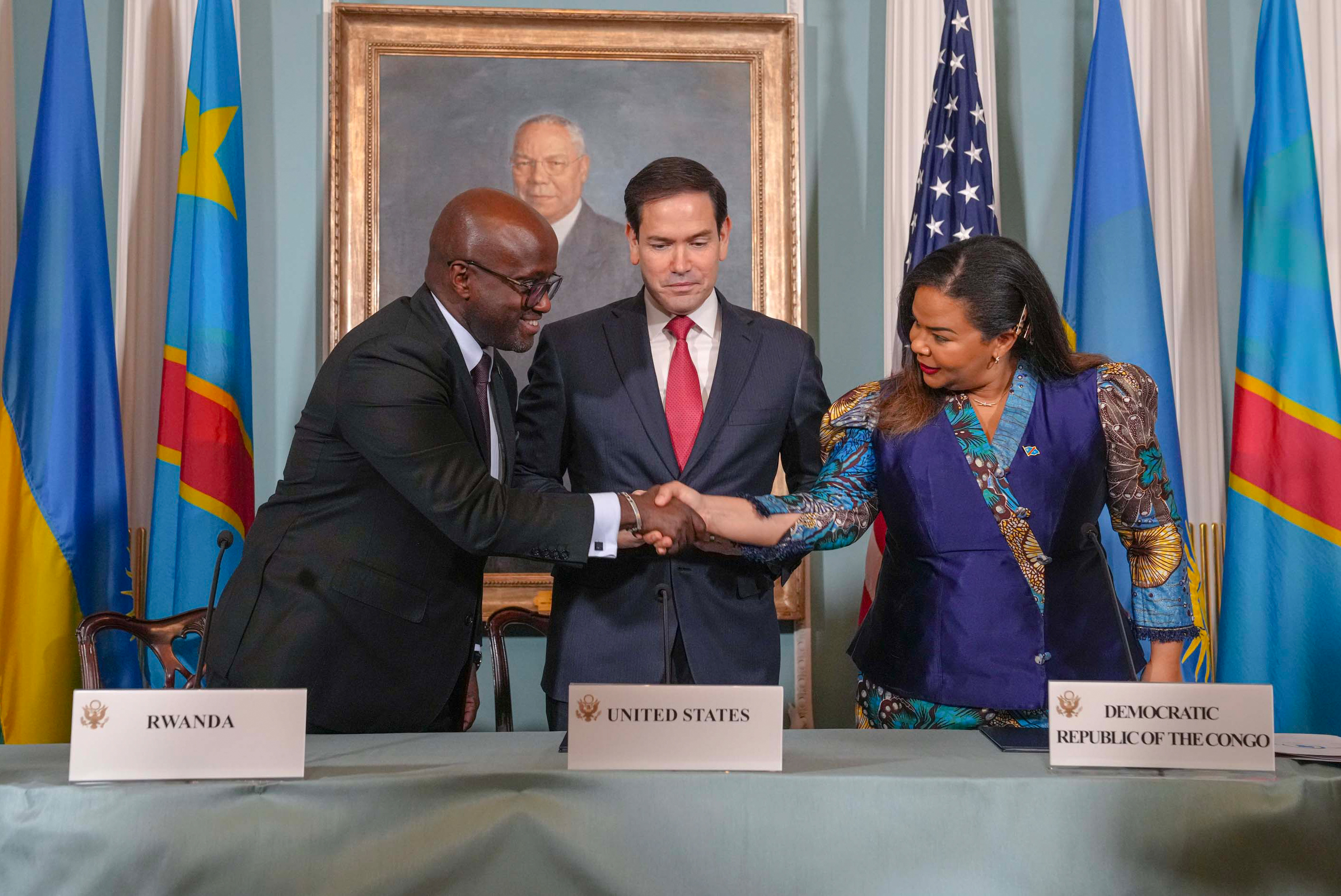
Thérèse Kayikwamba Wagner lors de la signature de l'accord de paix avec le Rwanda en juin 2025, avec Olivier Nduhungirehe et Marco Rubio.

Le 27 juin 2025, elle signe officiellement à Washington un accord de paix entre la RDC et le Rwanda sous l'égide des États-Unis, aux côtés de son homologue rwandais Olivier Nduhungirehe et de Marco Rubio, secrétaire d’État américain. Alors que le président américain Donald Trump déclare que les États-Unis devraient obtenir des droits miniers en RDC à la suite de leur aide dans les négociations, Thérèse Kayikwamba Wagner annonce sur la RTNC que cet accord n'est pas un « bradage de nos ressources ».